# هيويت كرين
هيويت كرين (بالإنجليزية: Hewitt Crane)‏ هو مهندس أمريكي، ولد في 1927 في جيرسي سيتي في الولايات المتحدة، وتوفي في 17 يونيو 2008 في بورتولا فالي في الولايات المتحدة بسبب مرض آلزهايمر.